# Parcent (kommunhuvudort)
Parcent är en kommunhuvudort i Spanien.   Den ligger i provinsen Provincia de Alicante och regionen Valencia, i den östra delen av landet, 400 km sydost om huvudstaden Madrid. Parcent ligger 292 meter över havet och antalet invånare är 926.
Terrängen runt Parcent är kuperad.Runt Parcent är det tätbefolkat, med 331 invånare per kvadratkilometer. Närmaste större samhälle är Denia, 18,2 km nordost om Parcent. 